# Ford Puma (1997)
|  | For Fords crossover SUV fra 2019, se Ford Puma (2019) |
Ford Puma var en lille sportscoupé fra Ford Motor Company, udviklet og bygget i Köln i Tyskland. Bilen var teknisk set baseret på fjerde generation af Ford Fiesta samt Ford Ka, og blev bygget mellem sommeren 1997 og starten af 2002.

## Modelhistorie
Da platformen til Puma var fælles med den tidssvarende Fiesta, kunne Puma i vidt omfang bygges på de samme samlebånd i Köln. Kun karrosseriet blev bygget på sit eget samlebånd, til dels manuelt. Bl.a. dørene var håndbyggede, hvilket 40 procent af bilen var. Der kunne bygges op til 220 biler på en dag.
Motorprogrammet omfattede udelukkende firecylindrede benzinmotorer fra Zetec S-serien. Basismotoren var mellem 1998 og 2000 på 1,4 liter og ydede 66 kW (90 hk), som i 2000 blev afløst af en større 1,6-litersmotor med 76 kW (103 hk). I hele modellens levetid toppede motorprogrammet ved 1,7-litersmotoren med 92 kW (125 hk). I et begrænset antal på 500 eksemplarer blev modellen Ford Racing Puma fremstillet med en effektøget version af 1,7'eren med 114 kW (155 hk). Alle de 500 fremstillede Ford Racing Puma'er var højrestyrede og blev kun solgt i Storbritannien.
Den nye 1,7-litersmotor blev kun benyttet i Puma og var den første europæiske Ford-motor med variabel knastakselstyring.
- Bagfra
- Kabine

## Tekniske specifikationer
| Model                | Cylindre | Ventiler | Slagvolume cm³ | Max. effekt kW (hk) / omdr. | Max. drejningsmoment Nm / omdr. | 0-100 km/t sek. | Topfart km/t | Byggeår     |
| -------------------- | -------- | -------- | -------------- | --------------------------- | ------------------------------- | --------------- | ------------ | ----------- |
| 1.4                  | 4        | 16       | 1388           | 66 (90) / 5500              | 123 / 4000                      | 11,9            | 180          | 1998 − 2000 |
| 1.6                  | 4        | 16       | 1596           | 76 (103) / 6000             | 145 / 4000                      | 11,0            | 190          | 2000 − 2002 |
| 1.7                  | 4        | 16       | 1679           | 92 (125) / 6300             | 157 / 4500                      | 9,2             | 203          | 1997 − 2002 |
| 1.7 Ford Racing Puma | 4        | 16       | 1679           | 114 (155) / 7000            | 162 / 4500                      | 7,9             | 202          |             |